# Susilo Bambang Yudhoyono
Susilo Bambang Yudhoyono (născut la 9 septembrie 1949) este un om politic și general în rezervă al armatei Indoneziei, președintele acestei țări între 20 octombrie 2004 - octombrie 2014.
A câștigat la alegerile prezidențiale din 2004 și apoi la cele din 2009, vicepreședinți fiind până în 2009 Jusuf Kalla, iar din 2009 - Boediono.